# Hugues Ier des Baux
Hugues Ier des Baux, né vers 970 et mort après 1059, est le premier membre de la lignée de seigneurs des Baux-de-Provence à porter le nom de Baux. Il en fait son nom patronymique entre 1028 et 1032.

## Biographie
Hugues (Uc de Baux) est le fils de Pons III le Jeune (v. 950-1030) et de Profecte, dame de Berre.
La mort de Pons laisse ses trois fils, Hugues, Pons et Geoffroy à la tête d’un important domaine familial. Si Pons ne participe pas au partage, car il est devenu clerc, les deux autres frères se partagent l’héritage. Geoffroy devient seigneur de Rians.
Hugues vit à l’époque où les gouverneurs de Provence, profitant de l’apathie de Rodolphe III le Pieux, roi d’Arles, pour s’émanciper, se fortifièrent dans leurs domaines et, au premier rang, Hugues lui-même.
Étant le premier à porter le nom de « Baux », il est à juste titre considéré comme le chef de la dynastie.

## Famille
Hugues épouse Enaurs de Cavaillon, fille d’Artaud, vicomte de Cavaillon, dont il aura Guillaume Hugues et un autre enfant.
Une autre source lui donne pour épouse Inaurs/Inauris (1031-1045), fille de Guillem/Guillaume d'Agoult (1009-† v. 1035), ∞ Azalaïs/Adélaïde [de Reillanne] (1019 - 1045), dont il aurait eu trois enfants, mentionnés lors d'une donation de leurs parents en faveur du monastère Saint-Césaire :
- Guillaume Hugues (seigneur des Baux),
- Pons,
- Hugues [II].